# Gim
Gim ou gin é uma bebida destilada alcoólica feita principalmente de cereais, como cevada ou trigo, podendo ser feita também com outros tipos de álcool. Ela obrigatoriamente deve levar zimbro em sua composição, o que traz as características específicas desta bebida. Geralmente e equilibrada com coentro e aromatizada com botânicos, como casca de laranja, hortelã, frutas e diversas especiarias. O gim é conhecido por sua versatilidade em coquetéis e é uma das bebidas mais populares e versáteis do mundo e tem uma graduação alcoólica entre 37,5% e 54%, podendo a chegar a um teor até superior, mesmo caso de aguardentes como vodca, uísque ou cachaça.
A história remonta ao século XVII, quando foi criado na Holanda como uma forma de curar doenças. O gim original era conhecido como "jenever" e tinha um sabor amargo e forte. No século XVIII, o gim tornou-se popular na Inglaterra, onde passou a ser produzido com uma formulação mais suave e aromatizado com botânicos. A partir daí, o gim tornou-se uma bebida popular em todo o mundo.
Cada marca se destaca por sua combinação única de ingredientes, dos quais as bagas de zimbro (ginebro) são obrigatórios, por lei. Outros ingredientes podem ser utilizados por cada marca para obter características próprias. Entre os ingredientes mais usados, além do zimbro, estão a canela, cascas de frutas cítricas, sementes de coentro, pimenta-da-jamaica, raiz de alcaçuz, pimenta-do-reino, cássia, farinha de amêndoa e outros. Algumas receitas e marcas apostam em ingredientes extremamente diferenciados e regionais. No Brasil existem receitas que levam o típico ora-pro-nobis como base proteica para a bebida.
Sua má fama de bebida "muito forte" deve-se a um episódio histórico ocorrido no século XVIII, na Inglaterra, quando sua produção era feita em destilarias de fundo de quintal, sem supervisão sanitária. Nessa época, o gim foi combatido com campanhas semelhantes às feitas hoje para o combate de drogas ilegais.

## Tipos
Cada estilo de gim tem suas próprias características únicas e pode ser apreciado de diferentes maneiras, desde drinks simples como gim com tônica até cocktails elaborados. Abaixo seguem os tipos mais comuns no mercado:
- London Dry Gin – Este é o estilo mais conhecido de gim. É caracterizado por uma combinação equilibrada de botânicos, incluindo zimbro (obrigatório por lei), coentro e laranja. Este gim é destilado pelo menos duas vezes e não pode ter adição de açúcares ou sabores depois da destilação.
- Genebra – Este é o estilo original de gim, produzido na Holanda e na Bélgica. É feito a partir de uma mistura de cevada maltada, trigo e botânicos, é caracterizado por um sabor mais pesado e maltado. É geralmente destilado quatro vezes seguidas pelo processo de destilação pot still.
- Old Tom Gin – Este é um estilo antigo de gim, considerado o avô do que o London Dry Gin. É mais adocicado devido ao uso de mel, açúcar ou melaço na sua produção.
- Plymouth Gin – Gim produzido na cidade de Plymouth, no Sul da Inglaterra. É conhecido por ter um sabor marcante entre o amadeirado e o terroso, com menor predominância do zimbro. Originalmente era produzido por monges dominicanos, conhecidos na Inglaterra como "black friars" por seu robes escuros.
- Sloe Gin – bastante doce, semelhante a um licor, tem cor avermelhada, que lhe é conferida pela infusão de abrunhos ou outras frutas da família das ameixas, o que é feito depois da destilação.
- Steinhager – versão alemã da genebra. O nome origina-se da cidade alemã de Steinhagen.
- Brazilian Dry Gin  – Este é um estilo recente de gim que é produzido no Brasil e se destaca pela criação de receitas que favoreçam a produção de uma bebida mais adequada aos trópicos, com características mais cítricas e refrescantes.
- Gin tinto - criado em Valença, Portugal. Tem 14 ingredientes, entre eles o aneto, loureiro, nevêda, folha de salgueiro, flor de sabugueiro, ervas de São Roberto, erva cidreira, lúcia lima, folha de eucalipto, o alecrim, alfazema, e o cítrico da casca da laranja verde, papoilas e amoras silvestres e perico, um fruto típico de Valença.[2]

## Bebidas
- Martini
- Gim-tônica
- Gim Daisy
- Negroni